# Zazà
{{Infotaula obra musical|títol=Zazà
Es basa en l'obra francesa Zaza (1898). La història tracta de la cantant francesa de music hall, Zazà, i la seva aventura i la posterior decisió d'abandonar el seu amant, Milio, quan descobreix que està casat. La música està influenciada per les sales de música franceses on Leoncavallo havia passat els seus primers anys com a compositor.
La seva estrena va ser al Teatre Lirico de Milà el 10 de novembre de 1900, protagonitzada per Rosina Storchio com a Zazà, Edoardo Garbin com a Milio, Mario Sammarco com a Cascart i Clorinda Pini-Corsi com a Anaide, i dirigida per Arturo Toscanini. Més tard es va veure als teatres d'òpera de tot el món. Durant els vint anys següents va rebre més de cinquanta noves produccions de Palerm a París, de Buenos Aires a Moscou, del Caire a San Francisco, arribant a la Metropolitan Opera el 16 de gener de 1920 en una producció dirigida per David Belasco i escenografia de Roberto Moranzoni, protagonitzada per Geraldine Farrar, Giulio Crimi i Pasquale Amato, i més tard, Giovanni Martinelli i Giuseppe De Luca.
La bohème i Zazà són les òperes de Leoncavallo que més van coincidir amb l'èxit de Pagliacci, tot i que totes dues gaudeixen de poques produccions contemporànies i són relativament poc conegudes més enllà dels cercles d'aficionats a l'òpera.
L'editora de Dayton Daily News, Betty Dietz Krebs, va descriure Zazà com alternant "entre moments de passió i intensitat i trams de comèdia" i va dir que conté "una sèrie d'àries ".
Les crítiques de les primeres actuacions a Nova York van ser tèbies amb la música i afirmaven que la millor música era similar a la de Pagliacci. Revisant una actuació primerenca al Metropolitan Opera el 1920, el New York Tribune va afirmar que la música "no és fresca ni original, ni tan sols característica del seu compositor, excepte en llocs on recorda a Pagliacci, i fins i tot en els seus millors moments està tristament mancada de distinció; però desafia els elogis que han d'anar a la creació d'un home que coneixia el seu negoci, el coneixia a fons". En la crítica de l'estrena metropolitanta The Standard Union va afirmar que l'òpera "va ser millor com més recordava [Pagliacci]". El New York Herald va elogiar l'actuació de Geraldine Farrar en el paper principal a l'estrena metropolitana, però va dir que la música "ni il·lumina ni interfereix amb el drama. Sovint és inútil, sovint un simple espai en blanc, però de cap manera amb poca freqüència. en excel·lent acord amb el sentiment de la situació. Si hi ha pocs clímaxs vocals, els dos o tres que existeixen estan ben planificats teatralment".

## Rols
| Rol                                                               | Tipus de veu | Estrena repartiment, 10 de novembre de 1900 (Director: Arturo Toscanini) |
| ----------------------------------------------------------------- | ------------ | ------------------------------------------------------------------------ |
| Zazà, cantant de sala de concerts                                 | soprano      | Rosina Storchio                                                          |
| Milio Dufresne, un parisenc adinerat                              | tenor        | Edoardo Garbin                                                           |
| Cascart, cantant de sala de concerts                              | baríton      | Mario Sammarco                                                           |
| Anaide, mare de Zazà                                              | mezzosoprano | Clorinda Pini-Corsi                                                      |
| Bussy, periodista                                                 | baríton      | Lucio Aristi                                                             |
| Natàlia, minyona de Zazà                                          | mezzosoprano | Adalgisa Fabbrini                                                        |
| Signora Dufresne, la dona de Milo                                 | contralt     | Inés Rosalba                                                             |
| Cor d'actors, cantants, ballarins, equips d'escena, bombers, etc. |              |                                                                          |